# Habitatge al carrer Sant Antoni, 26 (Castelló de Farfanya)
L'Habitatge al carrer Sant Antoni, 26 és una obra de Castelló de Farfanya (Noguera) inclosa a l'Inventari del Patrimoni Arquitectònic de Catalunya.

## Descripció
L'habitatge del carrer de Sant Antoni 26 es troba al sud del nucli medieval de Castelló de Farfanya, a la banda oest d'aquest carrer.

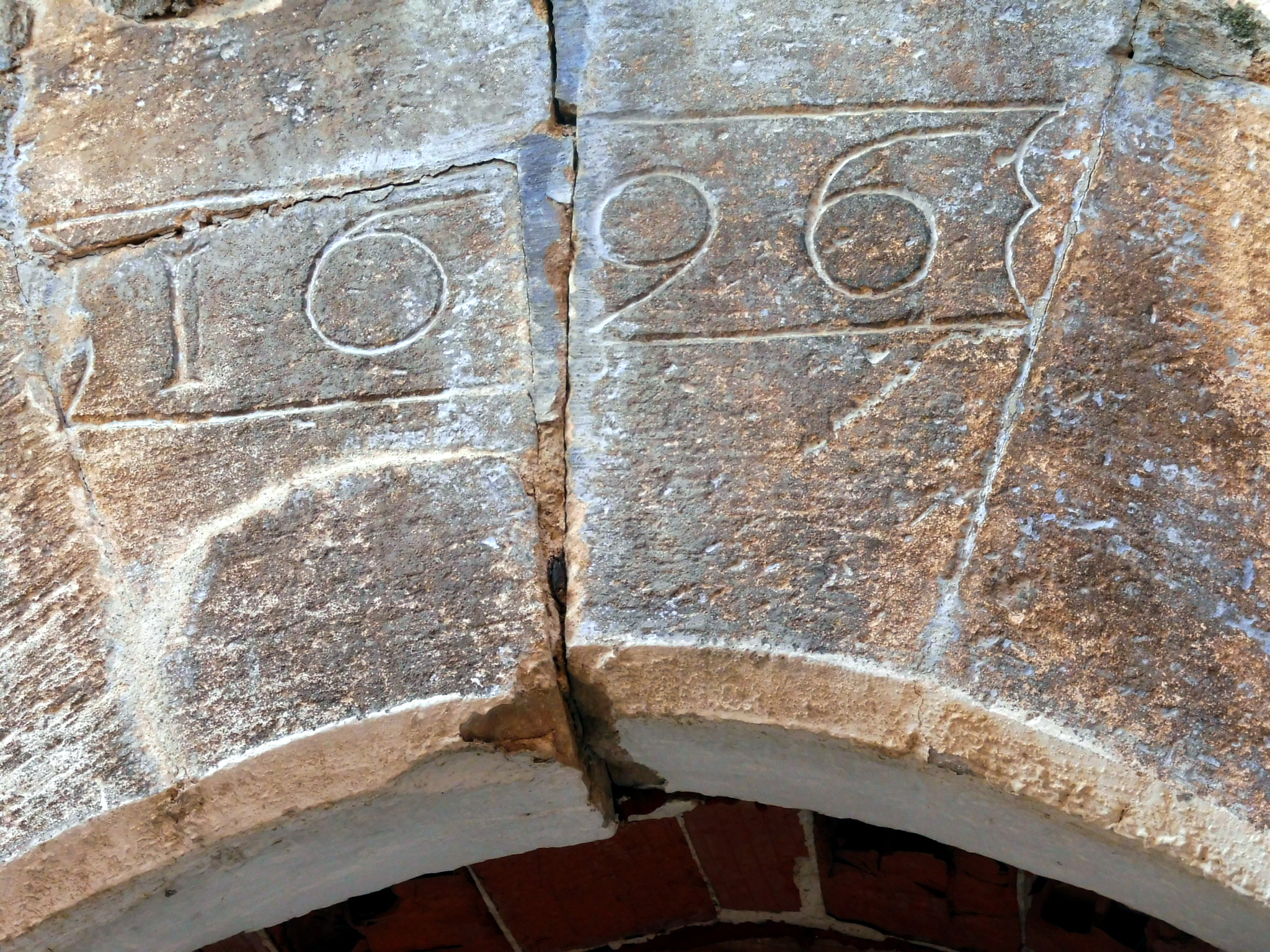
Dovelles centrals de la portada

Es tractava d'un habitatge de dues plantes que actualment es troba enderrocat i només conserva l'entrada i la façana corresponents al número 28 i part de la façana del número 26. La portalada del núm. 28 és una porta de pedra d'arc de mig punt de dovelles. Sobre les dues dovelles centrals (no hi ha dovella clau) hi ha inscrita la llegenda '1696'. El mur de la planta baixa és de maçoneria. A sobre, en un primer pis fet de tàpia, sobre una finestra rectangular amb un ampit de pedra amb una motllura mixta convexocòncava. La resta de la façana, que correspondria al n. 26 i possiblement a una ampliació de l'edifici del n. 28, està pràcticament destruïda i només es conserven part dels pilars decorats amb motllures, d'estil clàssic.

## Història
El 1414, un cop desmembrat el comtat d'Urgell, Ferran d'Antequera va vendre la vila de Castelló amb el seu castell al comte Joan I de Foix. Dels Foix, el terme passà a mans dels reis de Navarra, i finalment el 1491, Ferran el Catòlic l'incorporà a la corona. Castelló fou encomanat a Lluís de Beaumont, comte de Lerín i conestable de Navarra, llinatge que més endavant entroncà amb els ducs d'Alba, que foren senyors de Castelló des de 1596 fins a la desamortització de 1835. La construcció d'aquest immoble correspon doncs a l'època de senyoriu dels Ducs d'Alba sobre Castelló.